# Parafia Matki Bożej Nieustającej Pomocy w Drulitach
Parafia Matki Bożej Nieustającej Pomocy w Drulitach – parafia rzymskokatolicka w diecezji elbląskiej. Erygowana w 2003 roku przez biskupa elbląskiego Andrzeja Śliwińskiego przez wyłączenie z parafii św. Jana Chrzciciela w Zielonce Pasłęckiej.
Na obszarze parafii leżą miejscowości: Drulity, Buczyniec-Pochylnia, Czarna Góra, Dargowo, Piniewo, Rydzówka, Tolpity. Tereny te znajdują się w gminie Pasłęk w powiecie elbląskim w województwie warmińsko-mazurskim.
Kościół parafialny w Drulitach został wybudowany w 1984 roku, poświęcony 16 grudnia 1984 roku.

## Proboszczowie parafii Matki Bożej Nieustającej Pomocy w Drulitach
| imię i nazwisko                                                          | daty urzędowania |
| ------------------------------------------------------------------------ | ---------------- |
| ks Czesław Drężek (jednocześnie proboszcz parafii w Zielonce Pasłęckiej) | 1984–2003        |
| ks. Tomasz Gańko                                                         | 2003–2009        |
| ks. Marian Jażdżewski                                                    | 2009-2014        |
| ks. Sławomir Nita                                                        | 2014-2017        |
| ks. Jacek Dąbrowski                                                      | od 2017          |